# Hoyt Radio Tower
Der Hoyt Radio Tower ist ein 608,38 Meter hoher abgespannter Sendemast zur Verbreitung von UKW und TV-Programmen in Hoyt im US-Bundesstaat Colorado. Er gehört der Hunt Media Group und ermöglicht es Rundfunkanstalten, die keine Sendelizenz für Denver haben, ihr Programm in Richtung Denver abzustrahlen. Das Objekt wurde 2003 fertiggestellt.